# アニマルライツセンター
アニマルライツセンターは、東京都渋谷区に拠点を置く特定非営利活動法人。動物愛護団体、動物福祉団体などと紹介される。
1987年創設。2000年からNPO法人。2017年8月18日に認定NPO法人となった。

## 活動の特徴
動物愛護運動として見ると1980年代前後の動物愛護運動の影響を受けたもので、それ以前のペットや災害地の動物を助けるといった運動から、実験動物に人道的な扱いを求めるのではなく動物実験への反対、動物を景品とすることへの反対へと拡大している。日本で1980年代以降に活動開始された団体としてアニマルライツセンターのほかには、動物実験廃止を求める会 (JAVA) 、そこから分裂した ALIVE がある。
当初の運動においてはAmericans for Medical Advancementなど欧米の動物権利に関する出版物や配布物を、積極的に翻訳・配付していることや、動物実験への反対から、欧米の運動からの影響を読み取ることができる。

## ストップ・ハンティンドン・アニマル・クルエルティの事件
2002年、英国の動物愛護団体のストップ・ハンティンドン・アニマル・クルエルティ (SHAC)は、日本の5つの大学に侵入して動物実験の実態のレポートをウェブページで公開した。アニマルライツセンターはこれを日本語訳して自身のウェブページに掲載した。

### 家宅捜索
SHAC の活動家が、大学施設から動物実験のビデオテープを盗んだ事件について、順天堂大学にも侵入していたため、SHAC と協力関係にあるとされたアニマルライツセンターも、2003年に警視庁公安部により建造物侵入容疑で、渋谷区の事務所と町田市の犬猫のシェルターが家宅捜索を受けた。

### 元代表逮捕
2003年に順天堂大学に侵入し実験用の犬1匹を盗んだとして、窃盗と建造物侵入の疑いで、SHAC の女性活動家で英国籍のドーン・ハースト、アニマルライツセンター元代表理事の川口進ほか、他の日本人1名の3名が逮捕された。警視庁の調べでは、ハースト容疑者は2002年4月20日、順天堂大学医学部の施設に侵入し、心臓病の研究に使われていた実験用の犬1匹を盗んだ疑いによる。イギリス人への裁判は以下のような裁判官の考えで懲役3年となった。
アニマルライツセンターは、犬が盗まれた物とは知らずに保護した、イギリス人は友人として宿泊を世話しただけで違法行為は知らなかったと主張した。その後、日本人の容疑者は幇助したとして懲役1年となった（川口進は裁判前に病死）。
また、12月25日に内閣府は、代表理事が実験動物を盗んだ容疑で逮捕され、市民から活動内容を懸念する情報が寄せられたアニマルライツセンターに対し、2004年1月30日までに市民に向けての事情説明を行い、その説明内容を書面で内閣府に提出するよう要請した。

## 活動の内容

### イルカ解放計画への申し入れ
1997年、和歌山県太地町で捕獲・飼育されたハンドウイルカのユキちゃんを外洋に帰すことが計画されたものの、県内外の専門家から、和歌山のイルカを沖縄県で放す計画の在り方に疑問の声が上がったことなどから中止となった。和歌山を回遊するイルカを、沖縄の海で放すことに専門家は科学的な裏付けのない計画の信ぴょう性を否定した。全国各地の水族館関係者も、この「日本初の試み」に反発したという。テレビ朝日はドキュメンタリーとして経過を放送し、計画に一部協力もしていた。これに対してアニマルライツセンターは、「単なるイベントとしてのリリースなら動物虐待に当たる」「このままだと外洋遺棄になる」として3団体連名でテレビ朝日に計画の見直しを求めた。元代表の川口進は「私たちも当初はリリースの方法を一緒に考えたかったが、このままでは遺棄になると分かった。今後、ユキをどうするか問題だ」と述べた。

### 有珠山噴火
2000年3月31日に有珠山が噴火。4月22日、アニマルライツセンターの会員2人が、温泉街に残されたペットの犬・ネコを連れ戻すため、避難生活を送っている四人の飼い主から委任状を受けて、徒歩で避難指定区域の胆振管内虻田町洞爺湖温泉町に入った。避難指示地区に無断で立ち入ったことについて、胆振管内壮瞥町の道道洞爺湖登別線の封鎖ゲートで、道警に事情を聴かれた際「逃げ隠れはしない。まず、連れ帰った犬が衰弱しているので、動物病院に行かせてほしい」と答えた。。当時のセンター代表の川口進は「国に再三働きかけ、この一週間はゲート前で中に入れるよう交渉したが、らちがあかなかった。今回の行動は二人が自分たちの判断で行ったものだが、ペナルティーは甘んじて受ける」と述べた。
この行為について、一時帰宅が認められていない洞爺湖温泉町の住民から「避難指示を守っている住民を無視した行為」と批判が上がる一方、ペットへの思いや帰宅のめどが立たない人たちからは理解を示す意見も出た。虻田町の町長・長崎良夫は「動物愛護団体の人は、家に帰りたいのに帰れない町民の気持ちを考えたことがあるのか。警備も厳しくなるだろう」と述べた。北海道警察などは「極めて危険な場所だ。“避難指示”という規制なので、処罰することは難しいが、今後立ち入り規制の徹底をはかる」と話した。一方、温泉街の自宅に猫を残してきた主婦は「委任状集めは知っていたが、生存は厳しいと思って参加しなかった。もう少し早ければ、お願いしただろう」と話す。また、取り残されたペットの救出を道などに要請している有珠山被災犬猫救助連絡会の代表（北海道動物保護協会長）は、今回の行動を「消えゆく命を救いたいという気持ちだろう」と理解を示し、「人間か動物かではなく、動物もかけがえのない存在で、生きる権利があるということを今回の行動を機に知ってほしい」と語った。。

### 上げ馬神事
三重県東員町の猪名部神社（いなべじんじゃ）の上げ馬神事（三重県指定無形民俗文化財）で、2010年に馬が転倒し死亡した。上げ馬神事を巡っては、疾走前に馬をたたくなどの虐待が指摘されているなどの理由から県文化財保護審議会が文化財指定の適否を調査していたが、事故は視察に訪れた審議会委員の目前で起きた。アニマルライツセンターは代表理事の岡田千尋は「動物が死ぬような危険を含む伝統行事は続けるべきではない」と語った。同県多度大社でも上げ馬神事が行われており、アニマルライツセンターは三重県と多度大社に対して要望を出しているが、2020年時点でまだこの行事は継続されている。

### 毛皮
同団体は、中国での毛皮産業の残酷さが告発されたことをうけ、2005年以降毛皮反対の活動に注力するようになった。手法としてはデモ行進やパネル展、チラシの配布、新聞や看板広告、ポスター掲示などが行われた。成果としては、署名を提出して毛皮付きおもちゃの廃止を求めていた企業が2016年に毛皮廃止になったこと、特定外来生物による生態系等に係る被害の防止に関する法律に基づき国内に残った最後の毛皮農場を廃止させたこと、2005年以降日本の毛皮輸入量が大幅に減少し、エコファー（フェイクファー）への移行が進んでいることなどがあげられる。現在はFur Free Alliance(毛皮廃止連盟)へ参加している。
毛皮製品のために動物が犠牲になっていることについて、代表理事岡田千尋は「毛皮のために世界中で毎年10億匹のウサギやキツネ、犬や猫などが殺されている。ユニクロや無印良品などフェイクファー（模造毛皮）を使うファッションブランドも増えている。私たち消費者が、物を買うときに見極めることが必要だ」と述べた。

### フォアグラ
チラシなどにより啓発を行うと同時に、フォアグラを扱う企業との交渉、署名を立ち上げ提出するなどの活動をおこなっている。
2014年1月、抗議により、コンビニエンスストアでのフォアグラ弁当の販売が中止させられた件で、アニマルライツセンターは「Victory!フォアグラ入り弁当の販売中止を発表！」という見出しでインターネット上に報告し、公式フェイスブックで「フォアグラ入の弁当の発売を中止しました。皆様ご協力ありがとうございました！」と書き込んだ。また、ファミリーマートへの抗議やファミリーマートの発売中止の決定に対する批判について、「ネットでは『何でもゴネれば発売禁止に出来てしまう社会』『行き過ぎた抗議』などの発言も見られますが、やり過ぎなのはフォアグラの生産方法であって、このように残酷に作られた食べ物に対してゴネもせず、抗議もしない社会に、未来はありません」とフェイスブックで述べた。
2017年には毎年クリスマスシーズンにフォアグラを販売していた生協団体に販売を中止させた。
代表理事岡田千尋はテレビ番組で、フォアグラに関して「国際社会の中では残酷というのが定説」とコメントしている。

### 畜産動物福祉
近年では、動物利用を肯定した動物福祉の向上を求める運動に主眼を置いており、屠殺方法の改善を促したり、卵の平飼いの普及させたり、乳牛のつなぎ飼いを問題提起したり、妊娠ストールという豚の飼育方法の改善を求めたりなどを展開している。
2017年4月に決定した東京オリンピック･パラリンピック競技大会での「持続可能性に配慮した調達コード」中の、畜産物の調達基準の動物福祉の基準が低すぎるとして、2018年8月からオリンピアンら10名とともにキャンペーンを開始した。
複数のオリンピック選手がこれに賛同しロンドン五輪やリオ五輪で達成してきた採卵鶏のケージフリーなどの動物福祉を維持し、最低限採卵鶏のケージフリー、繁殖用母豚の妊娠ストールフリー飼育を基準に入れることを求めた。代表理事岡田千尋は、「鶏は一日の大半を餌を探して地面をつつきながら歩き回ります。晴れの日に羽を広げて日光浴をしたり、砂浴びをしたりすることで寄生虫を落とすのです。ケージ飼育だとそれができないため、毎月殺虫剤を体中に浴びせられます。豚も、一日中仲間と一緒に歩き回る活発な動物です。にもかかわらず、母豚は妊娠するたび、妊娠期間の115日間拘束されます。骨と筋力が低下して病気にかかりやすく、柵をかみ続けるなどの異常行動も出ます」と説明し、東京五輪だけがアニマルウェルフェアのレベルが下がることを懸念する旨を述べた。

### 糸満ハーレー
2023年6月21日に行われた糸満ハーレーの「アヒラートゥエー」(アヒル取り競争)で虐待行為が確認した等として、同月25日に沖縄県警察本部に告発状を提出。その後、修正を加え、同年8月に糸満ハーレーの行事委員会の東恩納博委員長、行事に賛同した委員達、参加者のうち３人を動物愛護法違反の疑いで刑事告発した。2024年2月22日に関係者が書類送検されるも、同年4月18日に不起訴処分となった。